# Шато Шеваль-Блан

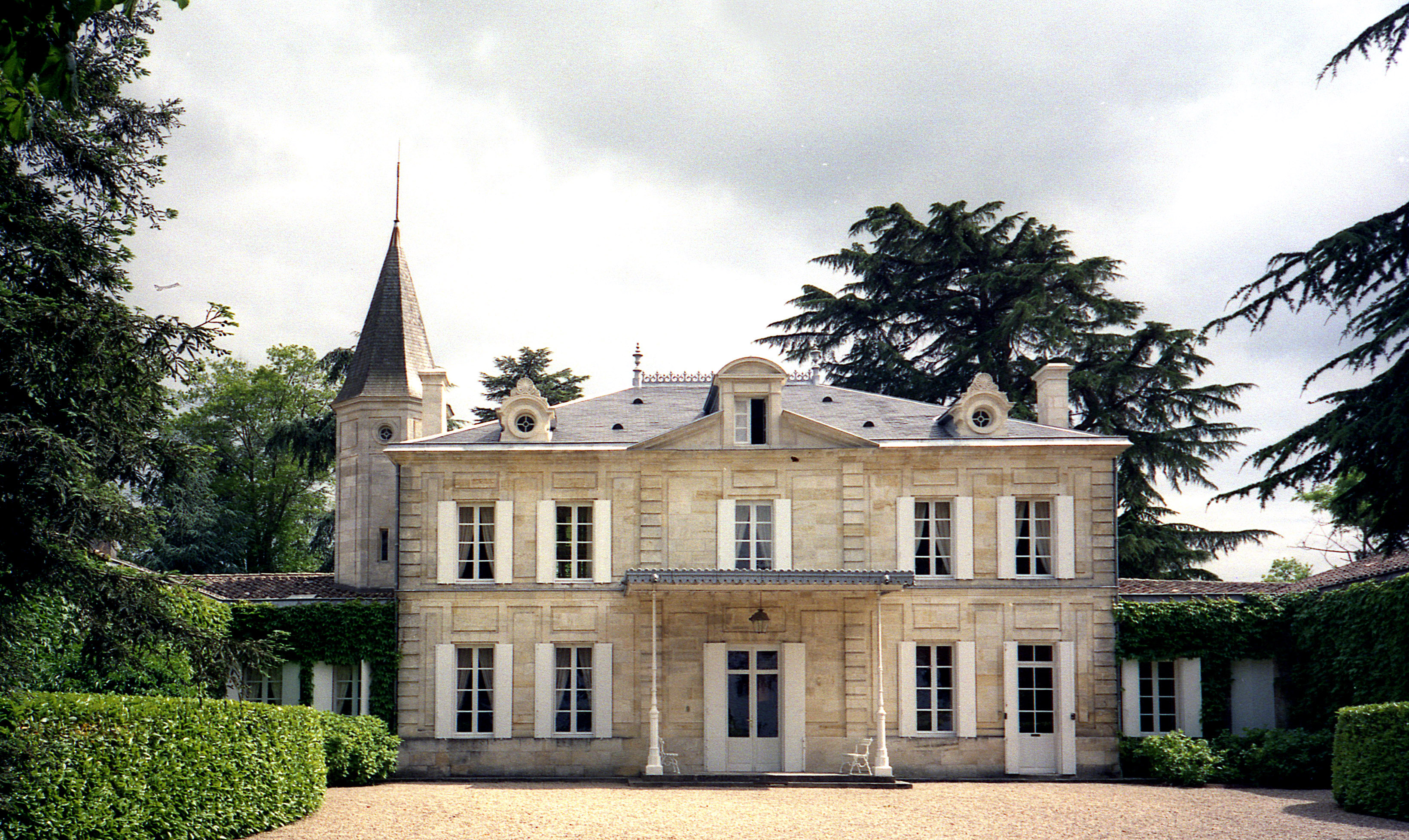
Шато Шеваль-Блан

Шато Шеваль-Блан (фр. Château Cheval Blanc — «Усадьба белой лошади») — французское винодельческое хозяйство, расположенное в коммуне Сент-Эмильон, департамент Жиронда, регион Новая Аквитания. Относится к винодельческому региону Бордо, субрегион Либурне. Виноградники граничат с Померолем.
Хозяйство на протяжении более чем полутора веков принадлежало семейству Фурко-Лоссак (Fourcaud-Laussac), которое продало его в 1998 году мультимиллиардеру Бернару Арно (председатель правления группы LVMH) и бельгийскому миллиардеру Альберу Фреру. Управляющий хозяйством Пьер Люртон (Pierre Lurton) одновременно является управляющим знаменитого шато д’Икем в Сотерне.
Своим высоким реноме винодельня обязана медалям, полученным в 1860-е годы на всемирных выставках в Париже и Лондоне (и до сих пор присутствующим на этикетке вина). До Второй мировой войны это было единственное на правом берегу Жиронды хозяйство, которое могло конкурировать по репутации и ценам на свою продукцию с лучшими винодельнями Медока.
Согласно «Официальной классификации вин Сент-Эмильона» (редакция 2012 года) хозяйство, наравне с тремя другими винодельнями региона (Шато Анжелюс, Шато Озон и Шато Пави) относилось к категории Сент-Эмильон-гран-крю класса «A», — то есть высшей в классификации. В 2022 году было понижено на уровень.
Производит два красных вина с собственных виноградников: собственно Château Cheval Blanc и «второе вино» Le Petit Cheval. Вина хозяйства состоят на 52% из каберне-франа, на 43% из мерло и на 5% из каберне-совиньона.